# کورت مک‌گی
کورت مک‌گی (انگلیسی: Court McGee؛ زادهٔ ۱۲ دسامبر ۱۹۸۴) بوکسور، ورزشکار هنرهای رزمی ترکیبی و کاراته‌کا اهل ایالات متحده آمریکا است. وی از سال ۲۰۰۷ میلادی تاکنون مشغول فعالیت بوده‌است.